# Bandeira de Embu-Guaçu
A Bandeira de Embu-Guaçu foi adotada no ano de 1979, tendo suas cores e dimensões estabelecidas pela Lei Nº 361/72, promulgada pelo prefeito Ademar João Estevam.

## Caracteristicas
Inspirada na constelação do Cruzeiro do Sul, a bandeira tem como ponto central e em destaque o Brasão de Armas do Município, que se mantém de acordo com a lei de 1965.
Em sua composição, estão três faixas desproporcionais, interceptadas por um círculo ótico. Suas cores: na faixa interceptada horizontal, o azul céruleu. Na faixa vertical, verde bandeira e na diagonal, amarelo ouro. O Brasão obedece as mesmas cores com fundo branco.
Simbolismos da: as três faixas em conjunto representam a constelação do Cruzeiro do Sul. A faixa horizontal, as estrelas Delta e Beta e sua cor as nossas águas. A faixa vertical, as estrelas Gama e Alfa e a sua cor as nossas matas. A faixa diagonal retrata a estrela Epsilon e a sua cor as nossas riquezas. O Brasão de Armas simboliza o Município de Embu Guaçu e a cor branca, ao fundo, a paz. A lei 361 foi publicada e registrada na divisão de administração da prefeitura, em 21 de março de 1978.

## Fonte
Portal da prefeitura de Embu-Guaçu